# Archontophoenicinae
Archontophoenicinae, podtribus palmi, dio tribusa Areceae, potporodica Arecoideae. Sastoji se od tri  roda iz Australije, Nove Gvineje i Nove Kaledonije.
Actinokentia Dammer i Kentiopsis Brongn. po nekim autorima su sinonimi za Chambeyronia Vieill., po drugima posebni su rodovi.

## Filogenetska analiza podplemena 2014.
Filogenetska analiza podplemena palmi Archontophoenicinae (Arecaceae) na temelju 14 regija DNA. Podpleme Archontophoenicinae pripada Areceae, najvećem od svih plemena palmi. Uključuje 15 vrsta raspoređenih u pet rodova, a svi se nalaze u regiji jugozapadnog Pacifika. Archontophoenicinae su prilično homogeni u morfologiji, što čini filogenetske odnose problematičnim za rekonstruiranje pomoću morfoloških znakova. U ovoj su studiji istraživali filogenetske odnose u Archontophoenicinae na temelju svih 15 vrsta podplemena, koristeći kombinaciju devet markera sekvencije plastida i pet nuklearne DNA. Korištene plastidne regije bile su kodirajuće rbcL, matK, ndhF i rpoC1 (egzon 2) i nekodirajući rps16 intron, atpF-atpH, psbK-psbI, trnL-trnF i trnQ-rps16. Korištene nuklearne regije bile su AG1, BRSC, ITS2, PRK i RPB2, koje su se sve pokazale korisnima u sistematici palmi. Uspoređene su filogenetske hipoteze proizašle iz skupova podataka o plastidu i jezgri i kombinirana oba skupa podataka kako bi se došlo do što više filogenetskih informacija. Njihovi rezultati snažno podržavaju kladu sastavljenu od svih vrsta Archontophoenixa, Actinokentia, Chambeyronia i Kentiopsis, ali postavljaju pitanje bi li Actinorhytis, peti rod, trebao ostati u Archontophoenicinae. Međuvrsni odnosi u 'jezgri Archontophoenicinae' još uvijek ostaju nepotpuno razjašnjeni, unatoč tome što je uzorak gena i taksona znatno veći nego u prethodnim studijama, te dovode u pitanje monofiliju novokaledonskih rodova Chambeyronia i Kentiopsis.

## Rodovi
1. Actinorhytis H.Wendl. & Drude
2. Archontophoenix H.Wendl. & Drude
3. Chambeyronia Vieill.